# San Javier (kommun)
San Javier är en kommun i Mexiko.   Den ligger i delstaten Sonora, i den nordvästra delen av landet, 1 500 km nordväst om huvudstaden Mexico City.